# Auroraceratops
Auroraceratops là một chi khủng long, được You Li D. Q. Ji Q. Lamanna & Dodson mô tả khoa học năm 2005.